# Södermanlands runinskrifter 284
Södermanlands runinskrifter 284 är ett runstensfragment som sitter inmurad i norra kyrkomuren i Botkyrka kyrka. Vid kyrkan återfinns även runstenarna Sö 283, Sö 285 och Sö 286 (det så kallade Botkyrkamonumentet). Runstenen Sö 282 fanns tidigare vid kyrkan, men är nu förkommen.

## Stenen
Runstensfragmentet är av röd sandsten och sitter inmurat i kyrkans norra mur till höger om sakristian, nära taket. Det är omkring en meter långt och 0,58 meter brett. Ristningen är mycket skadad, och en ankarslut sitter mitt på stenen och skymmer den delvis. Ristningen är imålad.

## Inskrift
Inskriften lyder i translitterering:
...(u)na + bruþu : ---...
Normaliserat till runsvenska:
-una, broðu[r]
Eftersom inskriften är så fragmentarisk är den svårtydd, men det sista ordet är säkerligen "broder".